# Ibrahima Diallo (voetballer, 1999)
Ibrahima Diallo  (Tours, 8 maart 1999) is een Frans voetballer die bij voorkeur als defensieve middenvelder speelt. Hij tekende in 2020 voor Southampton.

## Clubcarrière
In juli 2019 nam Stade Brest Diallo voor twee miljoen euro over van AS Monaco, nadat hij eerst een seizoen op huurbasis voor de club speelde. In oktober 2020 werd hij voor 15 miljoen euro doorverkocht aan Southampton. Op 17 oktober 2020 debuteerde Diallo in de Premier League tegen Chelsea.